# Kapela Medičejcev
Kapela Medičejcev (italijansko Cappelle medicee) sta dve zgradbi v baziliki svetega Lovrenca v Firencah v Italiji iz 16. in 17. stoletja, zgrajeni kot razširitev Brunelleschijeve cerkve iz 15. stoletja z namenom slaviti družino Medici, pokroviteljev cerkve in velikih knezov iz Toskane. Sagreţijo Nuovo (Nova zakristija) je zasnoval Michelangelo. Večja Cappella dei Principi (Kapela knezov), čeprav predlagana v 16. stoletju, se ni začela graditi do začetka 17. stoletja, njena zasnova pa je sodelovanje med družino in arhitekti.

## Sagrestia Nuova
Sagresijo Nuovo sta namenila kardinal Giulio de' Medici in njegov bratranec papež Leon X. kot mavzolej ali pogrebno kapelo za člane družine Medičejcev. V ravnotežju z Brunelleschijevo zakristijo, Sagrestia Vecchia – Staro zakristijo, ki je med levim transeptom svetega Lovrenca, z njo zavestno tekmuje in deli obliko kubičnega prostora pokritega s kupolo, sivim  kamnom pietra serena in pobeljenimi stenami. To je bil prvi Michelangelov esej arhitekture (1519-24), ki je prav tako zasnoval spomenike, ki so bili posvečeni nekaterim članom družine Medici, s kiparskimi figurami štirih časov dneva na arhitravih, ki so vplivale na kiparske figure mnogih generacij, ki so prihajale. Sagrestia Nuova ima diskreten vhod v kotu desnega transepta bazilike, ki je zdaj zaprt.
Čeprav so jo obokali leta 1524, ambiciozni projekti kiparstva in posredovanje dogodkov, kot je začasno izgnanstvo Medičejcev (1527), smrt Giulija, (papeža Klemena VII.) in dokončnega odhoda Michelangela v Rim 1534, je pomenil, da dela nikoli ni končal. Čeprav je bila večina kipov sklesana do odhoda Michelangela, niso bili postavljeni na mesto ampak kar nekje v kapeli, jih je kasneje leta 1545 postavil Niccolò Tribolo. Po naročilu Cosima I. sta Giorgio Vasari in Bartolomeo Ammanati delo končala do leta 1555.
Načrtovane so bile štiri grobnice, vendar pa se nikoli ni začela tista za Lorenza Veličastnega in njegovega brata Giuliana (skromno pokopana pod oltarjem na vhodni steni). Rezultat je, da sta dve veličastni obstoječi grobnici namenjeni nepomembnima Medičejcema: Lorenzu di Pieru, vojvodi Urbina in Giulianu di Lorenzu, vojvodi Nemoursa. Na nedokončanem zidu sta Michelangelova Marija in otrok, ki jo obkrožata svetnika Kozma in Damijan, zavetnika Medičejcev, ki sta ju izdelala Giovanni Angelo Montorsoli in Raffaello da Montelupo, po Michelangelovih modelih, postavljena čez navaden pravokotni grob.
V izjavi v Michelangelovem biografiji, ki jo je leta 1553 izdal njegov učenec Ascanio Condivi in v veliki meri temelji na lastnih Michelangelovih spominih, Condivi opisuje naslednje: »Kipi so štirje po številu, ki so postavljeni v zakristijo ... postavljeni so sarkofagi pred stranskimi stenami in na pokrovih vsakega od njih sta dve veliki figuri, večje od naravne velikosti človeka, moški in ženska: označujeta Dan in Noč v povezavi z »Časom, ki požira vse stvari ... in, da bi označil Čas, je načrtoval, da naredi miško, ker je na delu pustil malo marmorja (ki ga [načrt] pozneje ni izvedel, ker so ga preprečile okoliščine), ker ta mala žival neprestano grize in porabi enako kot čas, ki požira vse«.« Skrivni koridor z Michelangelovimi risbami na stenah, ki so jih odkrili pod Novo zakristijo, je iz leta 1976.

## Cappella dei Principi
Osmerokotna Cappella dei Principi, ki jo krasi kupola 59 m visoko, je značilnost svetega Lovrenca, če gledate z oddaljenosti. Je na isti osi kot ladja in kor, na kateri zagotavlja ekvivalent kapelice. Njen vhod je od zunaj  na Piazzi Madonna degli Aldobrandini in skozi nizko obokano kripto, ki jo je načrtoval Bernardo Buontalenti, preden so bili izdelani načrti za zgornjo kapelo.
Ferdinando I. de' Medici je uveljavil bogato Cappella dei Principi, idejo, ki jo je oblikoval Cosimo I. Zasnoval jo je Matteo Nigetti, ki je sledil nekaterim skicam na neformalnem tekmovanju leta 1602, ki ga je izvedel Don Giovanni de 'Medici, naravni sin Cosima I., velikega vojvode Toskane, ki so jih spremenili pri izvedbi.  Pravi izraz dvorne umetnosti je bil rezultat sodelovanja med oblikovalci in pokrovitelji.
Za uresničitev njene presenetljive obloge, izdelane z obarvanimi marmorji in poldragim kamenjem, je bila ustanovljena delavnica velikega vojvodstva, Opificio delle Pietre Dure. Umetnost commessi (florentinski mozaik), kot je bila imenovana v Firencah, je sestavila žagane delce vzorčastih kamnov, da bi oblikovali zasnovo obloge, ki v celoti pokriva stene. Rezultat so obiskovalci  18. in 19. stoletja zavrnili, vendar je bil priznan kot primer okusa svojega časa. Šest velikih sarkofagov je praznih; ostanki Medičejcev so v kripti spodaj. V šestnajstih predelih so grbi toskanskih mest pod kontrolo Medičejcev. V nišah, ki naj bi imele njihove portretne skulpture, sta dva (Ferdinando I. in Cosimo II.), delo Pietra Tacca (1626-42).

## Lanterna
Lanterna na vrhu kapele Medičejcev je izdelana iz marmorja in ima »... nenavaden polieder, nameščen na vrhu stožčaste strehe« . Krogla, ki je na vrhu lanterne ima dvainsedemdeset facet in je premera približno 60 cm. Vladarsko jabolko in križ, ki je na njegovem vrhu, sta tradicionalna simbola rimske in krščanske moči ter opozarjata na podobna jabolka na osrednjih cerkvenih kupolah, kot sta Firenška stolnica in  bazilika svetega Petra. Toda ker je na zasebnem mavzoleju, družina Medici kaže lastno moč z vladarskim jabolkom in križem, lovorovimi venci in levjimi glavami, ki so vsi simboli statusa in moči.
Lanterna, ki drži kroglo, pomaga poudariti višino in velikost kapele, ker je precej majhna. Lanterna je nekoliko manj kot sedem metrov visoka in »... enaka višini kupole, na kateri stoji«. Metaforično izraža teme smrti in vstajenja, je luč, kamor bi lahko duša pobegnila in odšla iz »smrti v posmrtno življenje«. 